# أمجد علي
أمجد علي (25 سبتمبر 1979 بلاهور في باكستان - ) هو لاعب كريكت باكستاني. لعب مع فريق الإمارات الوطني للكريكيت وLahore cricket teams ‏.

## وصلات خارجية
- أمجد علي على موقع إي آس بي آن كريك إنفو (الإنجليزية)